# Площа Миру (Жмеринка)
Площа Миру — центральна площа міста Жмеринка, розташована між Привокзальним масивом та Центром міста.

## Історія
Площа була сформована у 1990-их, за Незалежної України.

## Загальний опис
Площа має вигляд прогулянкової пішохідної алеї. Одним боком (та що ближча до вокзалу) розташовуються масивні дев'ятиповерхівки, іншою — довоєнні «сталінки», у яких нині містяться розважальні та торгові заклади. В одному кінці площі височіє Церква св. Олександра Невського (2003 року), а також невеликий зупинний павільйон, що являє собою місцевий автовокзал. З іншого боку — міська рада. Посеред алеї розмістився мармуровий пам'ятник Тарасу Григоровичу Шевченку.